# Abraxas
Abraxas — другий студійний альбом гурту Santana. Випущений у вересні 1970 року альбом увібрав в себе впливи року, блюзу, джазу і сальси став зразком, характерним для раннього звучання Сантана, і показав музичний розвиток групи з моменту виходу її першого альбому.
Цей альбом Сантана, який багато хто вважає найкращим, отримав широке визнання завдяки з'єднанню латиноамериканських мотивів з традиційними елементами року, такими як насичений звук електрогітари, орган і важкі ударні. Альбом також демонструє стилістичну універсальність Сантана, у тому числі на таких інструментальних композиціях, як «Samba Pa Ti» і «Incident at Neshabur». В ряді пісень використано специфічні ударні інструменти, такі як конги, бонго та тімбалес. У 2003 році альбом посів 205-е місце в Списку 500 найкращих альбомів усіх часів за версією журналу Rolling Stone

## Список композицій
| перевидання 1998 г. | перевидання 1998 г.                                          | перевидання 1998 г. | перевидання 1998 г. |
| #                   | Назва                                                        | Автор               | Тривалість          |
| ------------------- | ------------------------------------------------------------ | ------------------- | ------------------- |
| 1.                  | «Singing Winds, Crying Beasts»                               | Carabello           | 4:51                |
| 2.                  | «Black Magic Woman / Gypsy Queen»                            | Грин/Сабо           | 5:19                |
| 3.                  | «Oye Como Va»                                                | Пуенте              | 4:17                |
| 4.                  | «Incident at Neshabur»                                       | Gianquinto, Сантана | 4:57                |
| 5.                  | «Se a Cabo»                                                  | Areas               | 2:51                |
| 6.                  | «Mother's Daughter»                                          | Rolie               | 4:26                |
| 7.                  | «Samba Pa Ti»                                                | Сантана             | 4:45                |
| 8.                  | «Hope You're Feeling Better»                                 | Rolie               | 4:11                |
| 9.                  | «El Nicoya»                                                  | Areas               | 1:29                |
| 10.                 | «Se a Cabo [живий запис]» (1998 Edition)                     |                     | 3:47                |
| 11.                 | «Toussaint L'Ouverture [живий запис]» (1998 Edition)         |                     | 4:52                |
| 12.                 | «Black Magic Woman/Gypsy Queen [живий запис]» (1998 Edition) |                     | 4:57                |